# Маяк мыса Святого Ильи
Маяк мыса Святого Ильи (англ. Cape St. Elias Light) — маяк, расположенный в южной части острова Каяк, в зоне переписи населения Чугач, Аляска, США. Открыт в 1916 году. Был автоматизирован в 1974 году. 7-й по высоте маяк штата.

## История
Через узкие проливы между островами на юго-востоке штата Аляска проходил путь из Скагуэя до крупных городов тихоокеанского побережья США, по которому доставлялось добытое золото во время золотой лихорадки на Клондайке. Сильные течения, туманы, дожди и скалистое побережье делали навигацию в этом районе сложной, потому правительство США выделило в 1900 году 100 000$ на строительство маяков в этом районе. Выделенных средств хватило только на 2 маяка: маяк островов Файв-Фингер и маяк острова Сентинел. Этих двух маяков было недостаточно, чтобы обеспечить безопасное судоходство в районе, потому было решено построить дополнительные маяки. Также строительство маяков развернулось и на более северных маршрутах из Клондайка.
После того, как строительство маяка мыса Хинчибрук было завершено, конгресс США выделил в 1913 году 115 000$ на строительство еще одного маяка на северном направлении — на мысе Святого Ильи. Однако споры по поводу необходимости маяка в этом месте продолжались, и строительство началось только 13 мая 1915 года. Маяк был открыт 12 мая 1916 года. Он был автоматизирован Береговой охраной США в 1974 году.
Оригинальные линзы Френеля, использовавшиеся в маяке, хранятся в музее города Кордова.
В 1975 году маяк был включен в Национальный реестр исторических мест.

## Фотографии
- мыс Святого Ильи в конце XIX века, до постройки маяка.